# بيترو سانتارانا
بيترو سانتارانا (بالإيطالية: Simone Cantarini) هو رسام إيطالي، ولد في 21 أغسطس 1612 في بيزارو في إيطاليا، وتوفي في 15 أكتوبر 1648 في فيرونا في إيطاليا.